# Lake Colac
Der Lake Colac liegt nahe der Stadt Colac in Victoria in Australien. Mitte Januar 2009 fiel nach einer langanhaltenden Trockenheit der 1820 ha große See erstmals seit 173 Jahren trocken, wurde aber durch die Regenfälle im Jahr 2010 wieder gefüllt.

## Tourismus
1870 fuhr bereits das erste Vergnügungsboot auf dem See und 1879 wurde die erste Regatta durchgeführt, diese fiel allerdings in den trockenen Jahren aus. Am See gibt es einen Yacht- und Ruderclub, Bootsrampen, Barbecue-Plätze, Picknicktische, Öffentliche Toiletten und den Colac Botanical Garden.
Der Lake Colac ist ein Vogelschutzgebiet für 20 Wasservogelarten und für Wandervögel.